# Paul Troger
Paul Troger (Monguelfo, 30 ottobre 1698 – Vienna, 20 settembre 1762) è stato un pittore austriaco.

## Biografia
Nato nella Val Pusteria da una famiglia di artisti, la sua formazione artistica si svolse a Venezia dove, all'inizio del secondo decennio del Settecento, fu in contatto con pittori quali Piazzetta e Federico Bencovich; fu poi presso Francesco Solimena a Napoli, quindi a Roma e infine a Bologna, dove fu alle dipendenze di Giuseppe Maria Crespi.
Stabilitosi a Vienna nel 1728, ottenne numerosi incarichi ufficiali, sino alla nomina, nel 1754, a direttore dell'Accademia di arti figurative, carica che detenne sino al 1757. Tra i suoi più celebri lavori, il Trionfo della Ragione, nella decorazione a fresco della biblioteca dell'abbazia benedettina di Melk (1731-1732).

## Opere

### Affreschi delle volte
- Abbazia di Melk: affreschi delle volte nella sala dei marmi e nella Biblioteca, 1731/32; nella sala del ricevimento della prelatura, 1739 (non aperta al pubblico); nella sala Kolomani, con la rappresentazione della storia dell'abbazia, 1745.
- Abbazia di Zwettl: affreschi delle volte della biblioteca con temi sulla costruzione dell'abbazia, 1733
- Abbazia di Altenburg: affreschi sulla cupola della chiesa abbaziale: un'interpretazione dell'Apocalisse di san Giovanni, uno dei significativi affreschi barocchi dell'Europa centrale, 1733; Biblioteca: affreschi della cupola con personificazioni allegoriche e scene esemplari, nel centro dell'affresco la personificazione della saggezza divina e scene della visita di Salomone alla regina di Saba, 1742
- Abbazia di Seitenstetten: Affresco sul soffitto della sala dei marmi, 1735; Affresco sul soffitto della biblioteca, 1741
- Abbazia di Geras: Affresco sul soffitto della sala dei marmi (già refettorio estivo): La moltiplicazione dei pani, 1738
- Abbazia di Göttweig: Affresco sul soffitto della scala imperiale: Apoteosi dell'imperatore Carlo VI, che è rappresentato nella figura del dio del sole Apollo, 1739
- Duomo di Bressanone: ciclo di affreschi sull'Adorazione dell'Agnello (secondo l'Apocalisse di Giovanni) nella navata, sul Concerto di Angeli sull'organo, sull'Assunzione di Maria in cielo, nel presbiterio sopra l'altar maggiore, così come su San Cassiano quale insegnante e messaggero di fede in entrambi i bracci del transetto. Un ulteriore affresco di falsa architettura nella crociera fu distrutto nel 1895. Questi affreschi risalgono al periodo 1748-50.
- Basilica di Santa Maria alle Tre Querce a Rosenburg-Mold: affresco della cupola principale, 1752

#### Galleria d'immagini degli affreschi

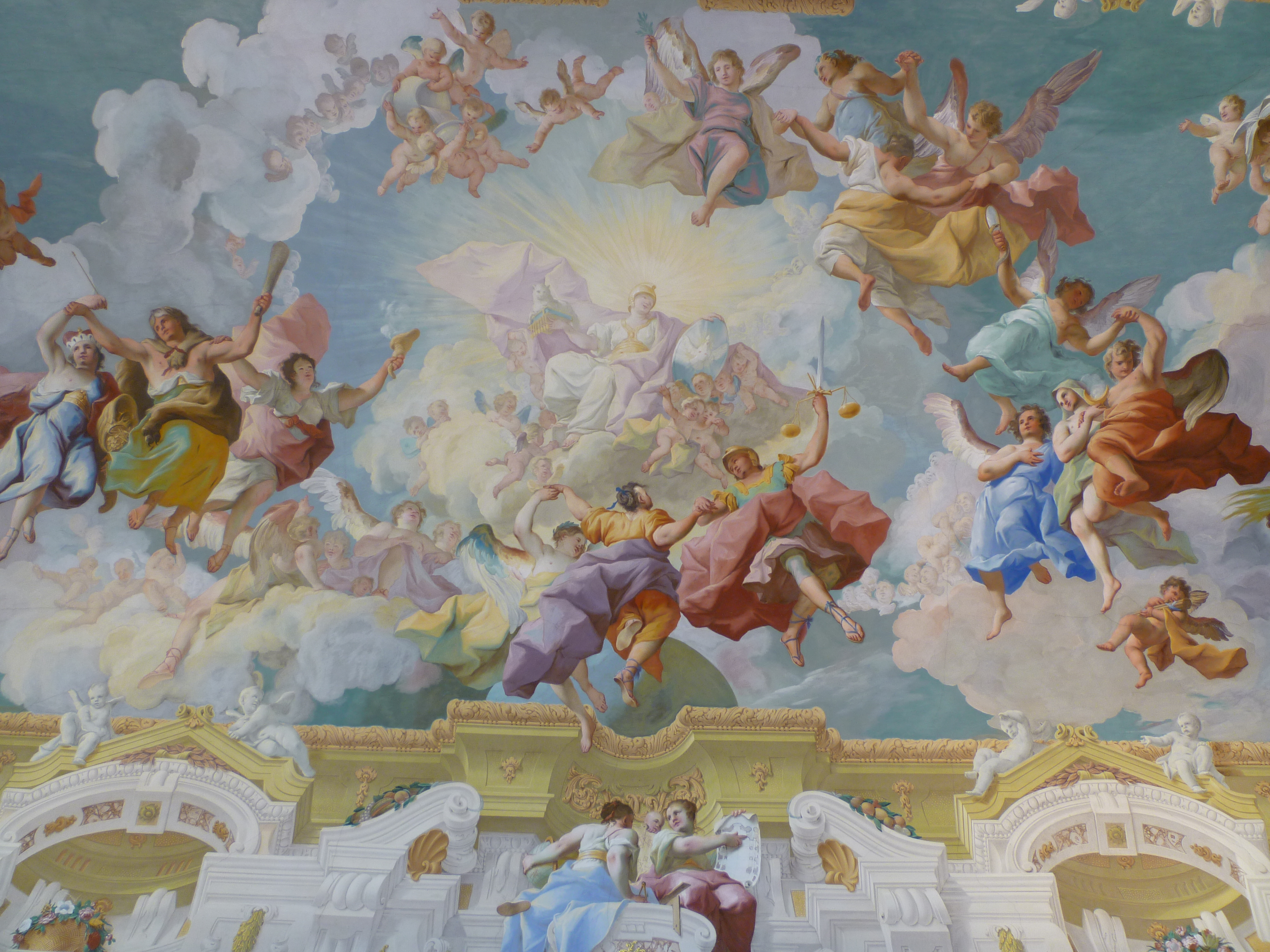
Biblioteca di Melk (1731/32)
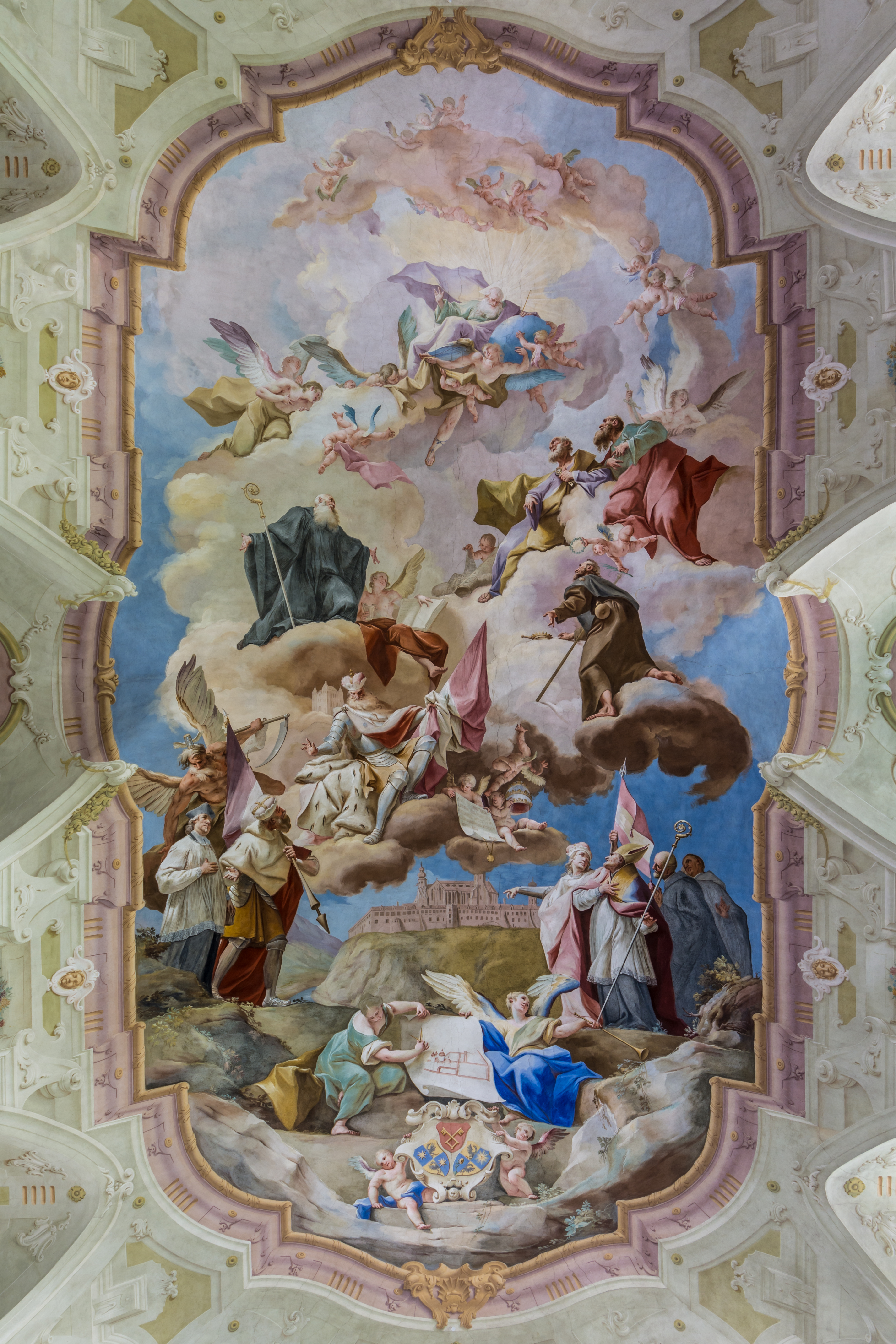
Sala Kolomani nell'abbazia di Melk (1745)
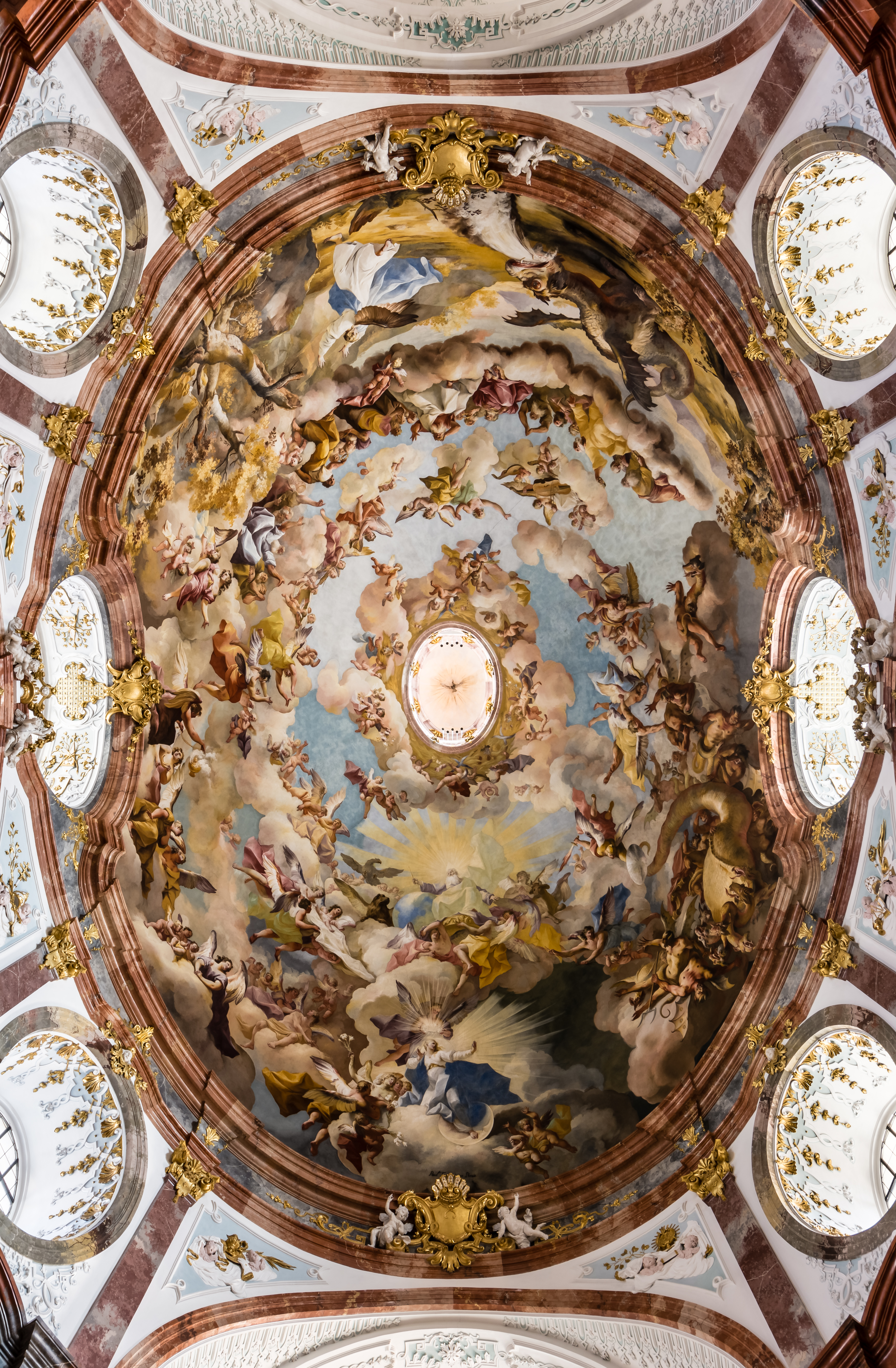
Chiesa abbaziale di Altenburg (1733)
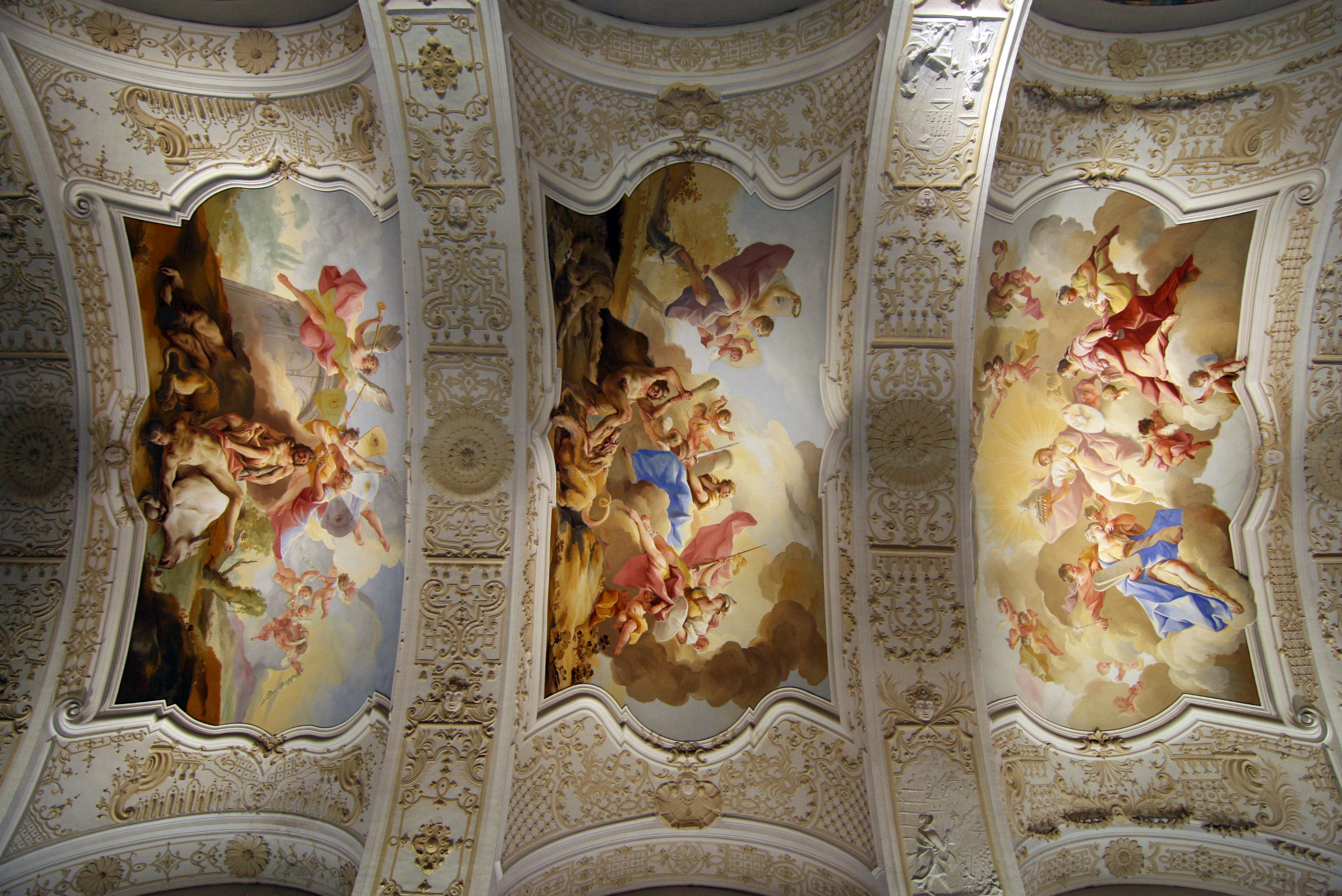
Biblioteca nell'abbazia di Zwettl (1733)
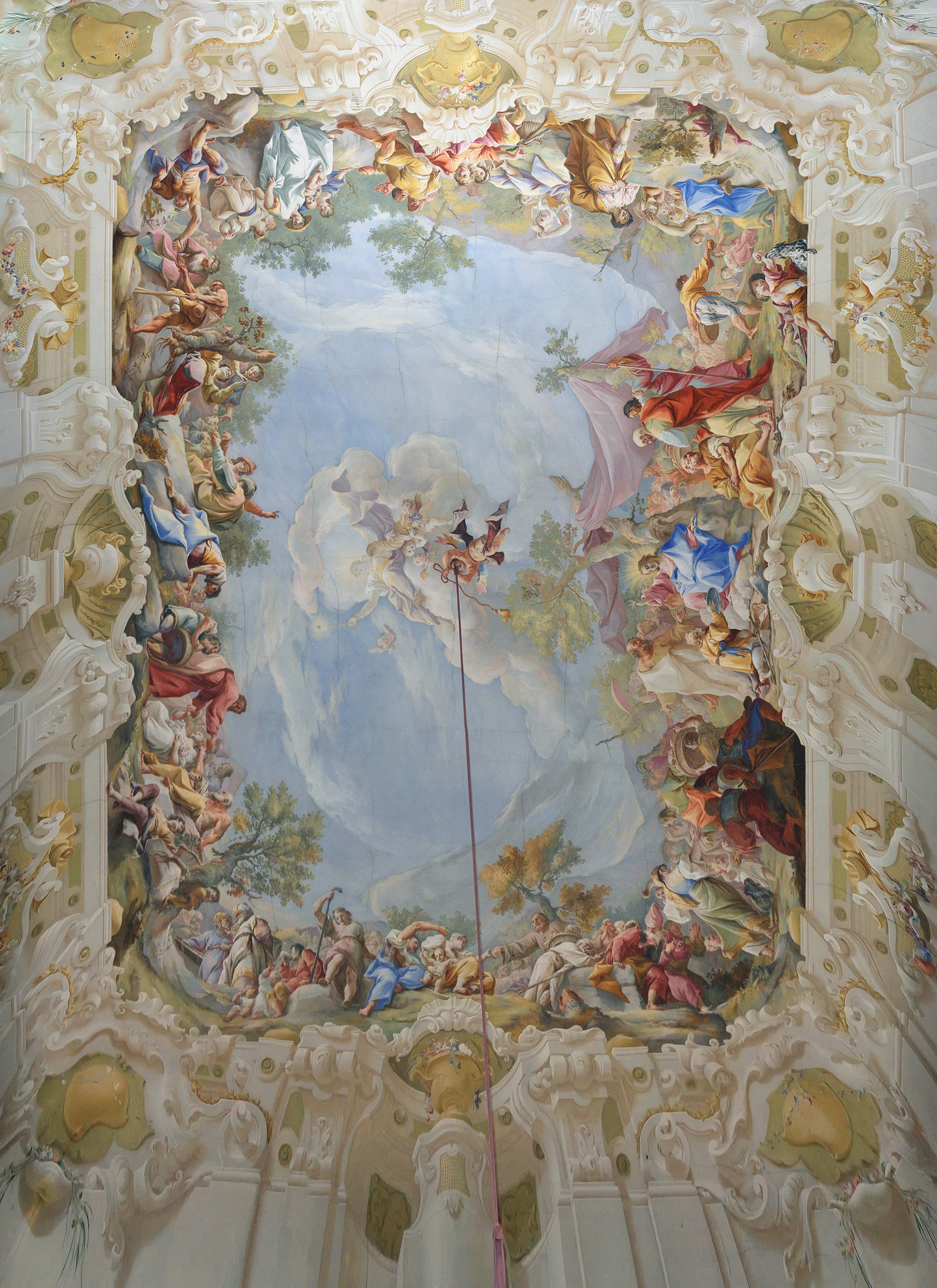
Sala dei marmi nell'Abbazia di Geras (1738)
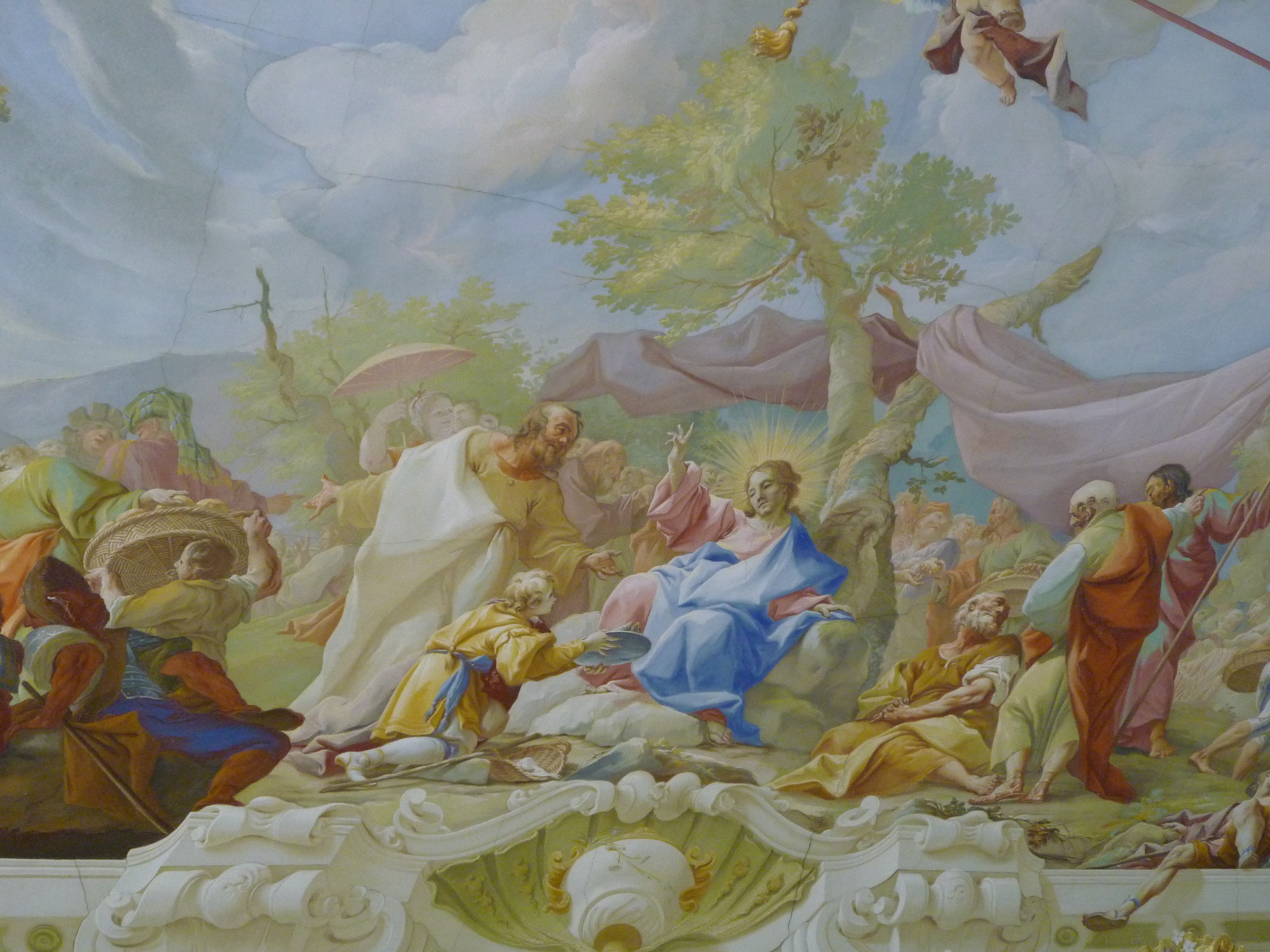
Sala dei marmi nell'Abbazia di Geras (1738)
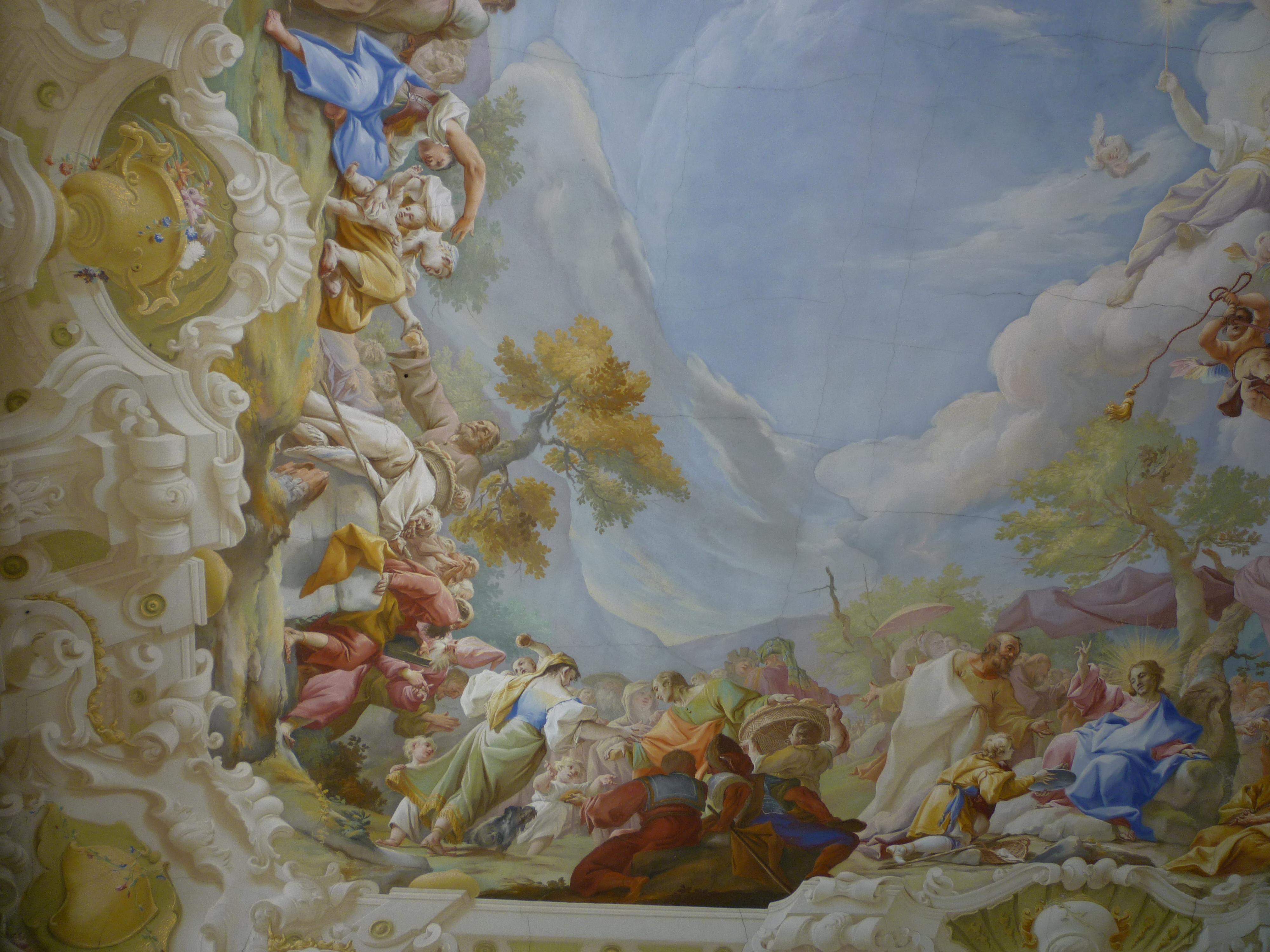
Sala dei marmi nell'Abbazia di Geras (1738)
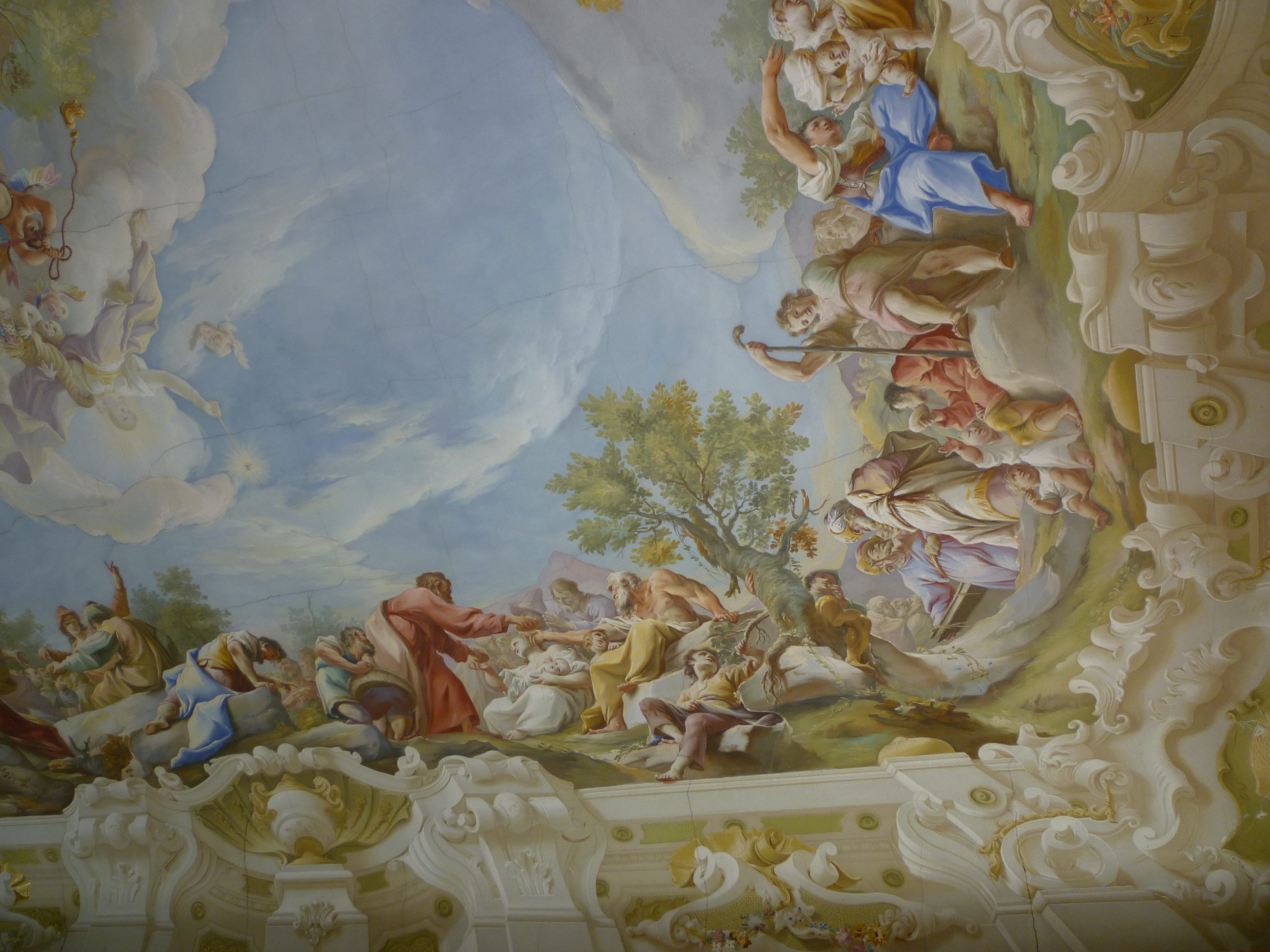
Sala dei marmi nell'Abbazia di Geras (1738)
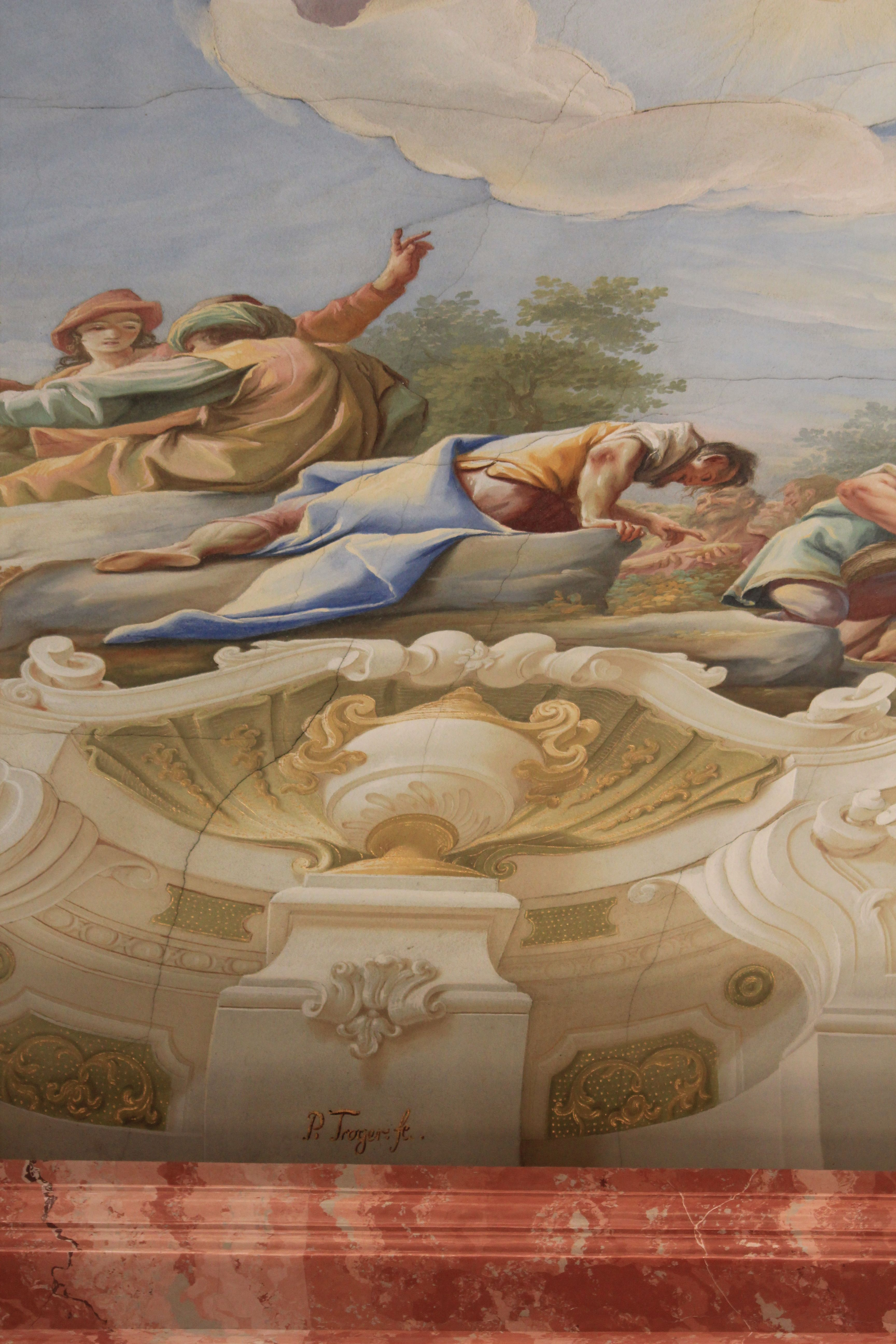
Firma di Troger nella sala dei marmi nell'Abbazia di Geras (1738)
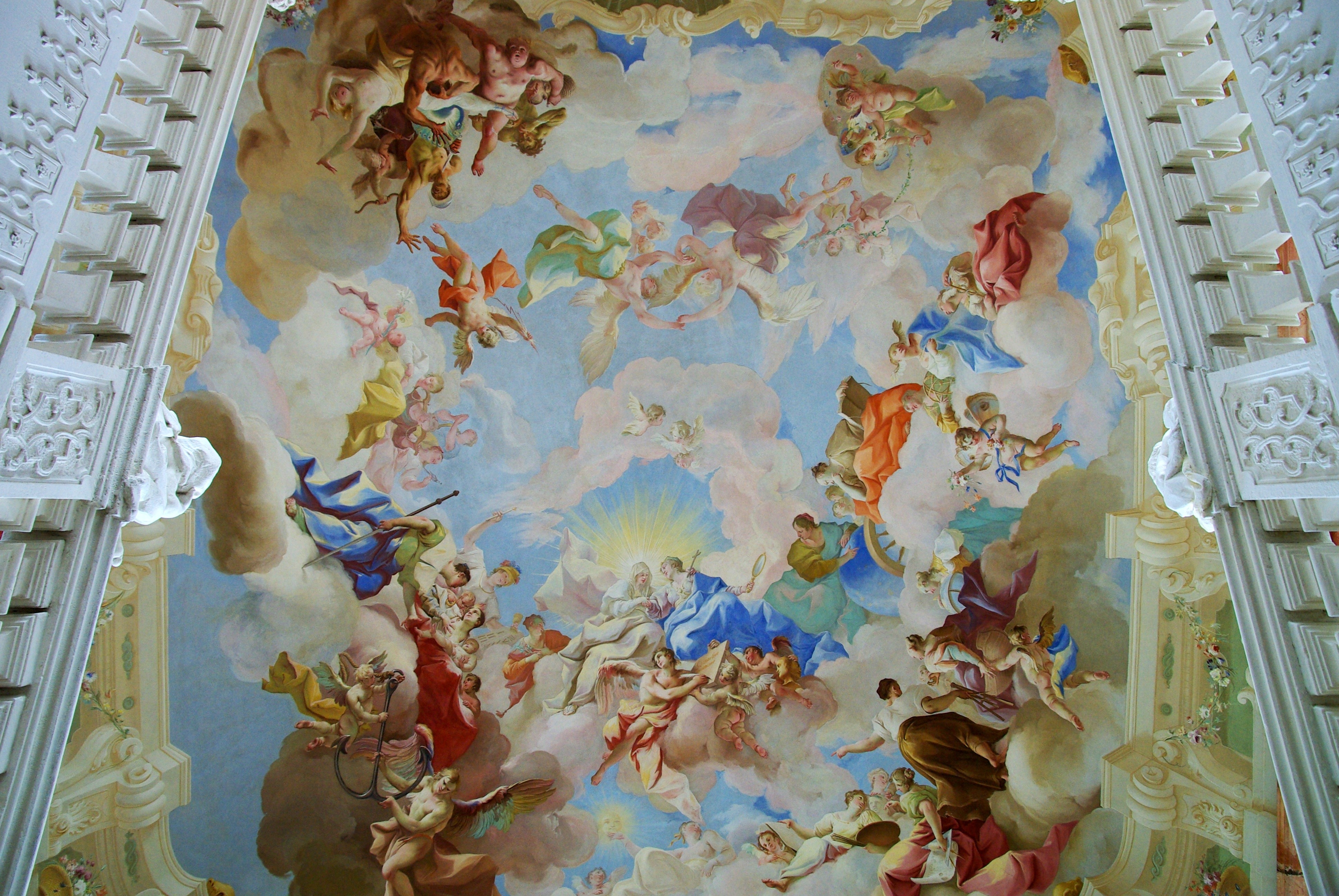
Scala imperiale nell'abbazia di Altenburg (1739)
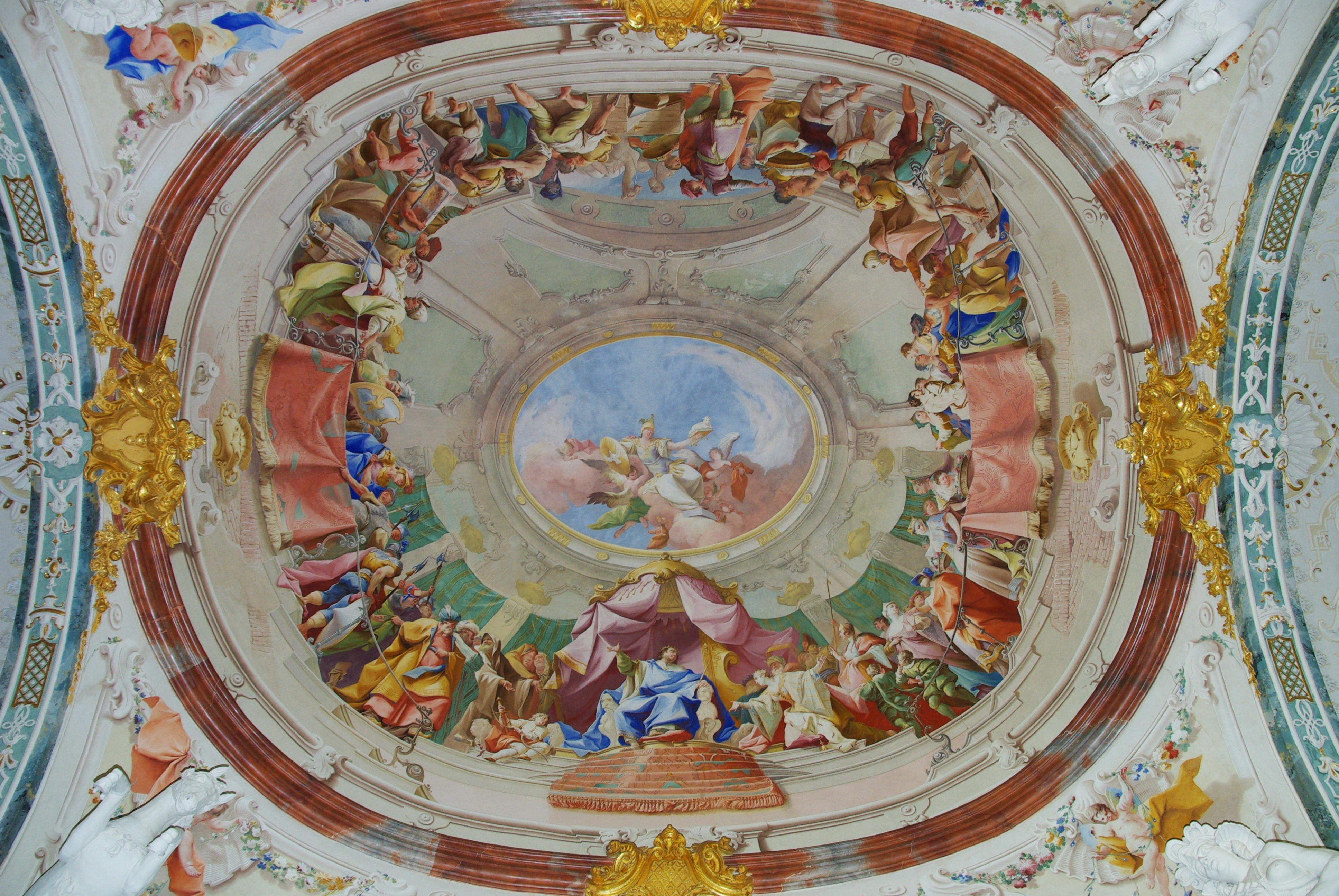
Biblioteca nell'abbazia di Altenburg (1742)
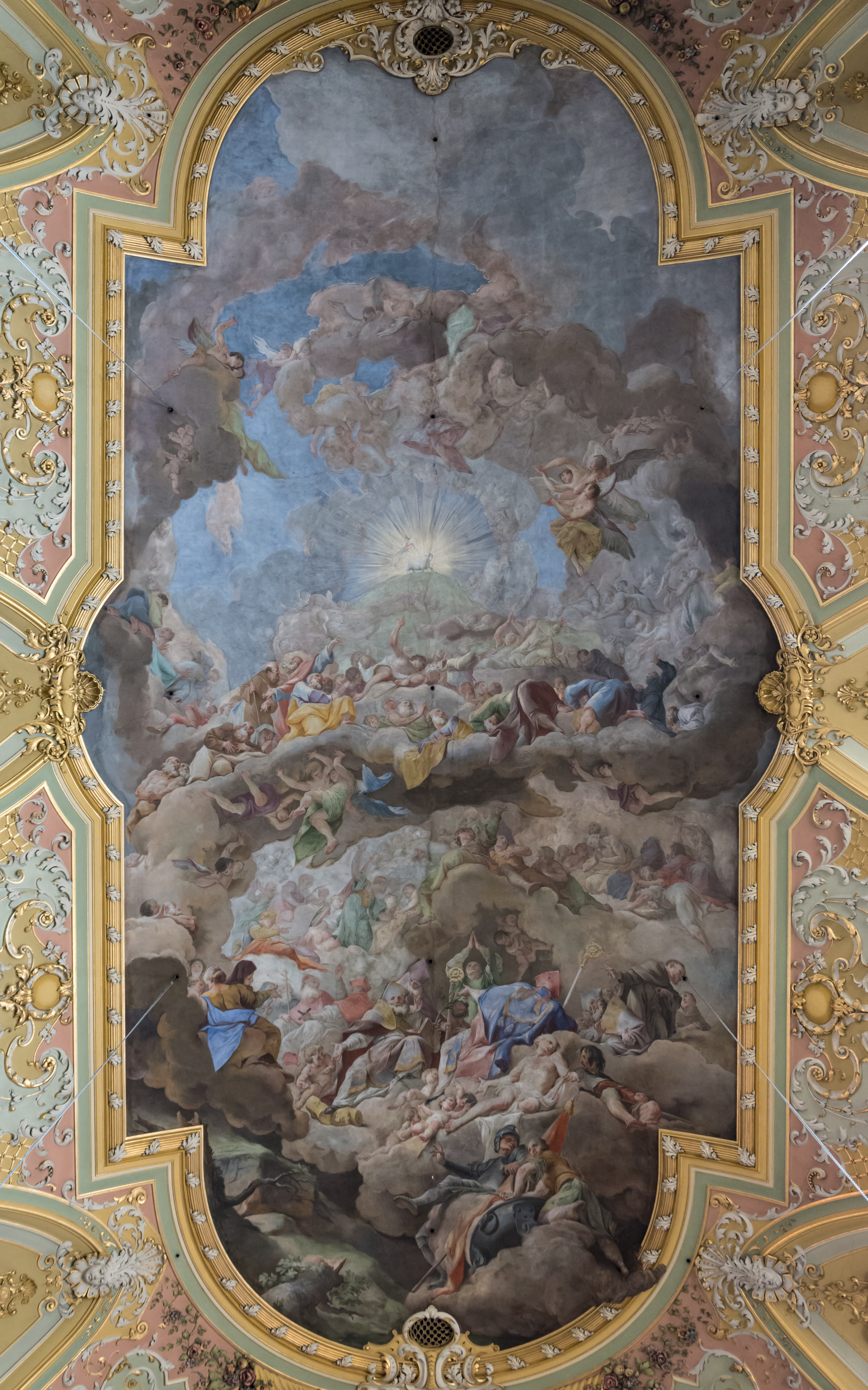
Adorazione dell'Agnello nel Duomo di Bressanone (1748–50)
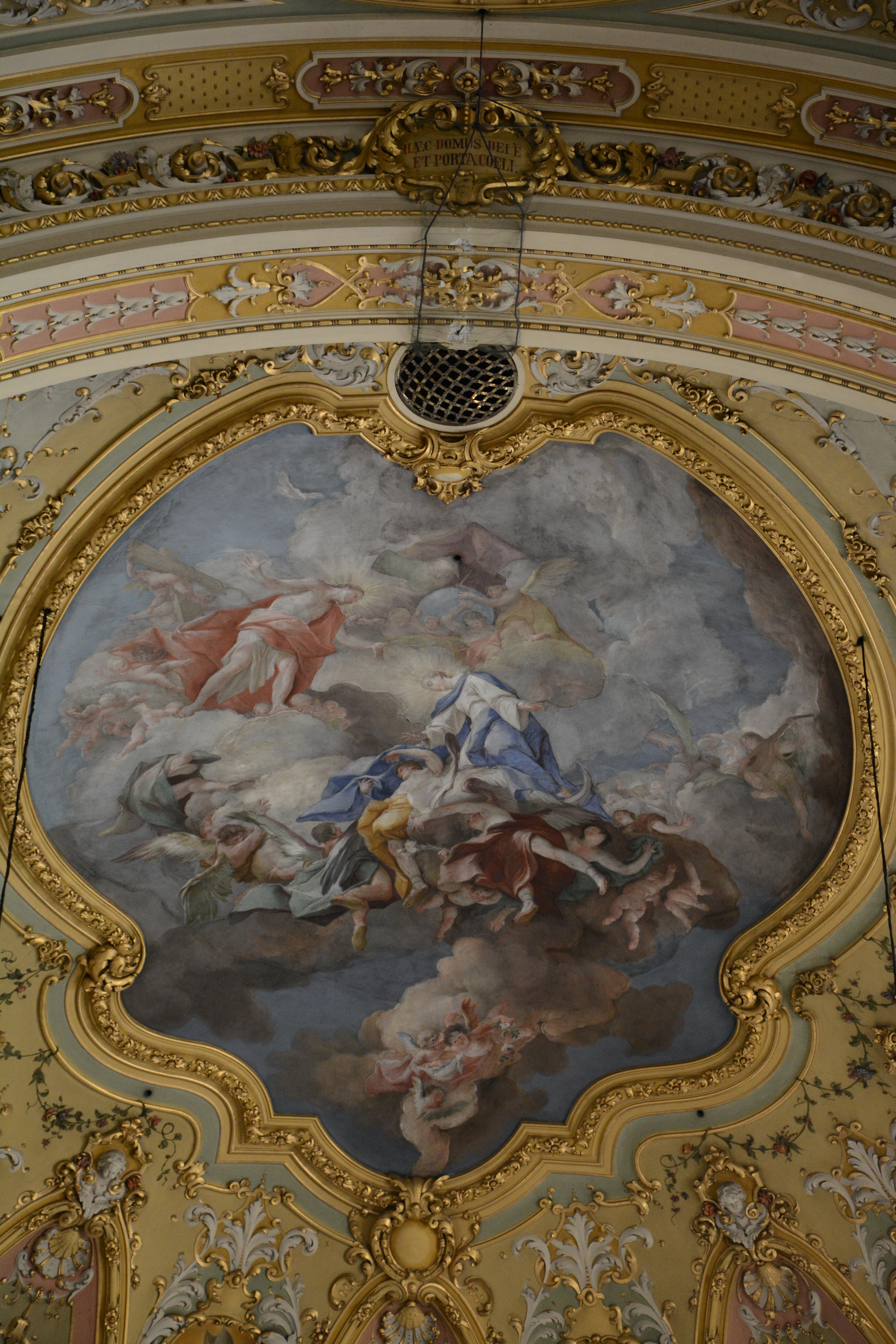
Assunzione di Maria in cielo nel Duomo di Bressanone (1748–50)
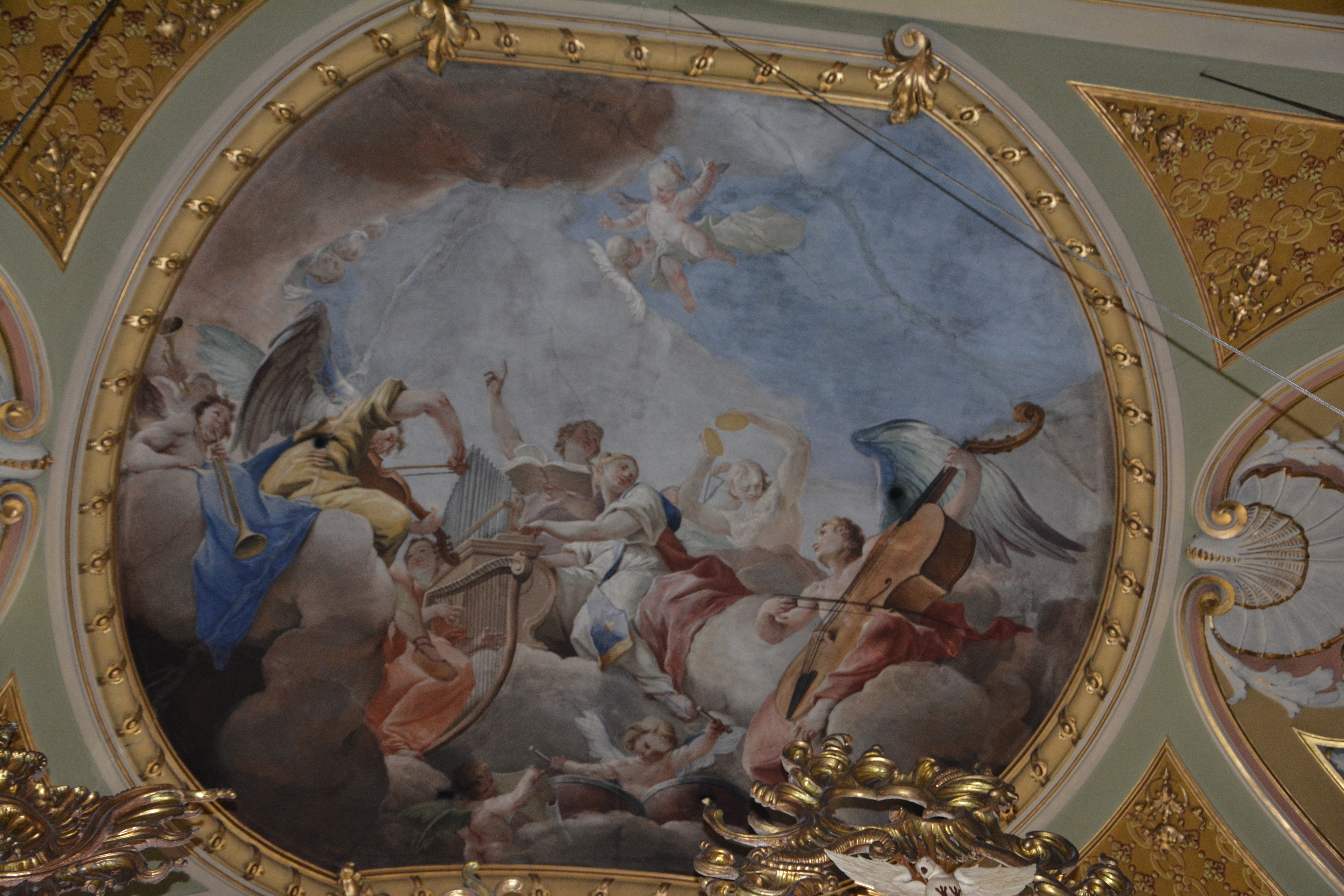
Il concerto degli angeli nel Duomo di Bressanone (1748–50)
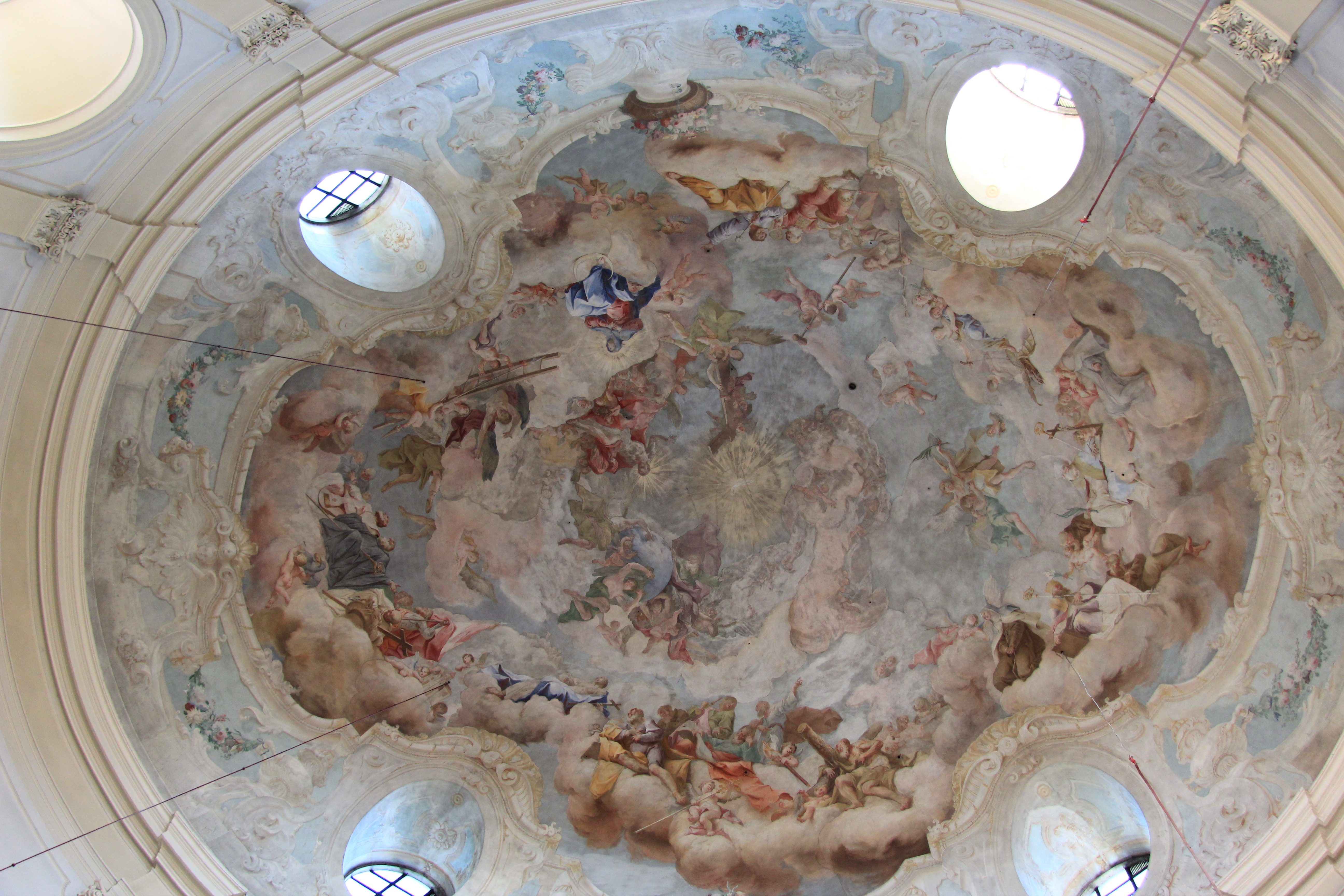
Affresco sulla volta della Basilica di Santa Maria alle Tre Querce  (1750–1752)

### Pale d'altare

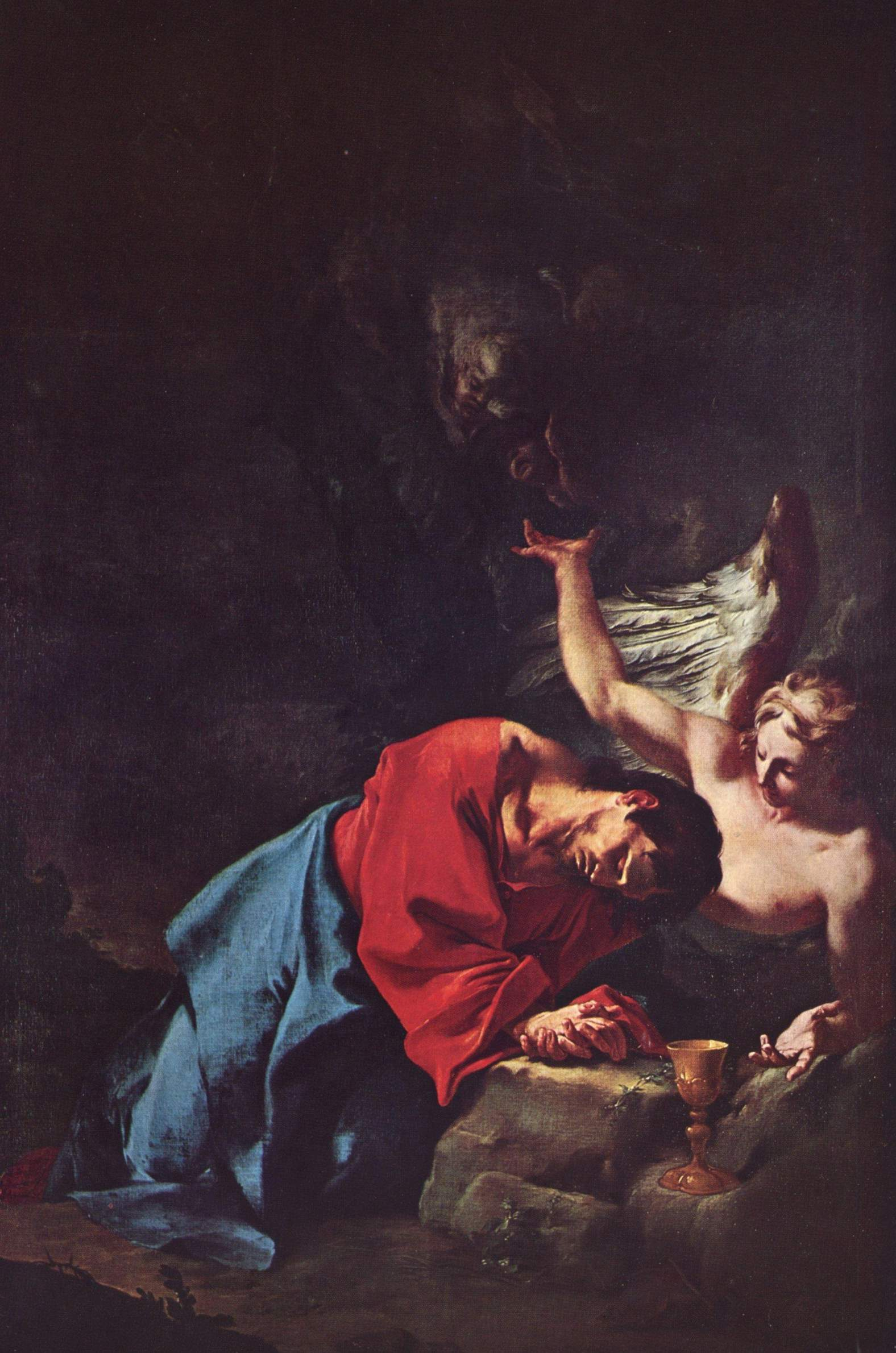
Troger, Cristo nell'orto degli ulivi, 1730 circa, Bressanone, Museo diocesano

- Monguelfo, chiesa parrocchiale di Santa Margherita: altar maggiore con Santa Margherita ed altri santi; altare laterale con  Adorazione dei Magi (datato 1737) ed Elemosina di san Giovanni da Nepomuk
- Vienna, cappella del castello di Schönbrunn: pala dell'altar maggiore con lo Sposalizio della Vergine, ca. 1744
- Salisburgo, chiesa dell'ospedale cittadino di San Biagio: pala di altare laterale con Adorazione dei Magi, 1746
- Dommelstadl (Bassa Baviera), chiesa parrocchiale della Santissima Trinità: pala dell'altar maggiore La Santissima Trinità, 1752

### Dipinti
- Gioacchino ed Anna, verso il 1730, olio su tela, 123 x 97 cm, Galleria del Belvedere, Vienna
- Compianto sul Cristo morto, Museo Diocesano Tridentino, olio su tela, 91,5x51,5 cm, Trento
- L'Apostolo Andrea, verso il 1738, olio su tela, 123 x 93 cm, Galleria del Belvedere, Vienna
- Der Sturz des Magiers, verso il 1743, olio su tela, 75,5 x 51,5 cm, Galleria del Belvedere, Vienna
- San Sebastiano e le donne, verso il 1746, olio su tela, 60 x 37 cm, Galleria del Belvedere, Vienna
- San Francesco Saverio con gli ammalati di peste a Goa, verso il 1749, olio su tela, 75 x 60 cm, Galleria del Belvedere, Vienna
- Cristo nell'orto degli Ulivi, verso il 1730, olio su tela, 241 x 157 cm, Bressanone, Museo diocesano
- Il giovane Tobia guarisce il padre, olio su tela, 73,5 x 91,5, cm, Galleria del Belvedere, Vienna